# Vezirköprü

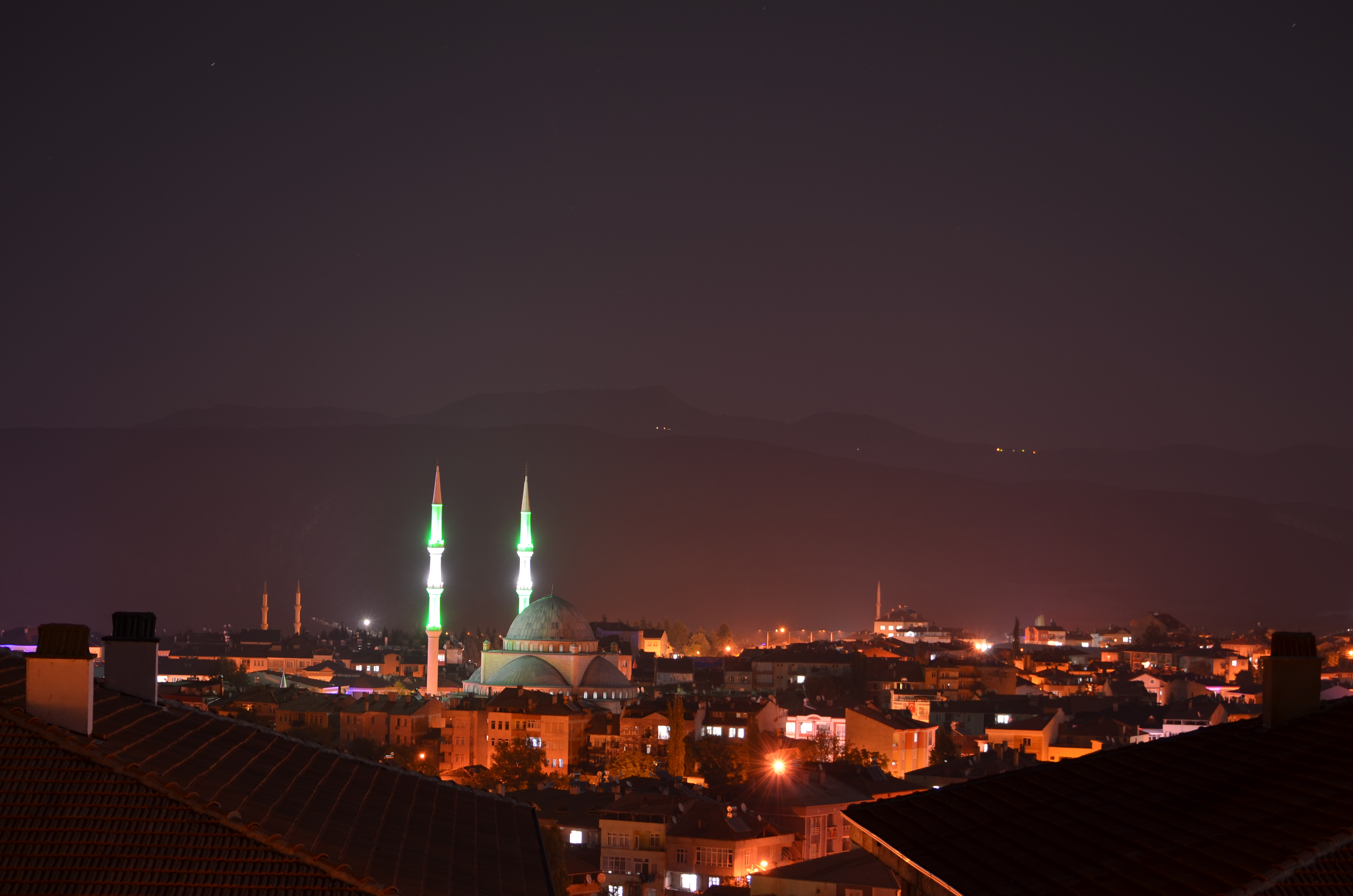
Köprülü Mehmet Paşa Mosque in Vezirköprü

Vezirköprü là một huyện thuộc tỉnh Samsun, Thổ Nhĩ Kỳ. Huyện có diện tích 1800 km² và dân số thời điểm năm 2007 là 107868 người, mật độ 60 người/km².